# 1982 en Belgique
Chronologie de la Belgique
- 1978
- 1979
- 1980
- 1981
- 1982
- 1983
- 1984
- 1985
- 1986

Cette page recense des événements qui se sont produits durant l'année 1982 en Belgique.

## Chronologie

### Janvier 1982
- 18 janvier : vote de la Chambre d'un projet de loi accordant des « pouvoirs spéciaux » au Gouvernement pour faire face à la crise économique.

### Février 1982
- 2 février : vote du Sénat du projet de loi accordant des « pouvoirs spéciaux » au Gouvernement pour faire face à la crise économique.
- 22 février : le Gouvernement Martens V décide de dévaluer le franc belge.

### Mai 1982
- 8 mai : décès du pilote  de Formule 1 Gilles Villeneuve, lors des qualifications au Grand Prix de Belgique, sur le circuit de Zolder.

### Septembre 1982
- 20 septembre : une violente tornade ravage le village de Léglise, en province de Luxembourg.

### Octobre 1982
- 10 octobre : élections communales. À Fourons, la liste « Retour à Liège » emmenée par José Happart remporte la majorité absolue.

## Culture

### Littérature
- Prix Victor-Rossel : Raymond Ceuppens, L'été pourri.

## Sciences
- Prix Francqui : François Englert  (physique et cosmologie, ULB)

## Naissances
- 5 janvier : Hans Cornelis, joueur de football
- 5 janvier : Karel Geraerts, joueur de football
- 12 janvier : Hans Van Alphen, athlète
- 8 mars : Koen Daerden, joueur de football
- 14 mars : François Sterchele, joueur de football (décédé en 2008)
- 24 mars : Jimmy Hempte, joueur de football
- 19 avril : Wim De Vocht, coureur cycliste
- 13 mai : Maarten Wynants, coureur cycliste
- 16 mai : Hanna Mariën, athlète
- 25 mai : Ellen Petri, mannequin, Miss Belgique 2004
- 1er juin : Justine Henin, joueuse de tennis
- 13 juin : Pieter Ghyllebert, coureur cycliste
- 16 juin: Stein Huysegems, joueur de football
- 22 juin : Kristof Vliegen, joueur de tennis
- 5 juillet : Philippe Gilbert, coureur cycliste
- 9 juillet : Preben Van Hecke, coureur cycliste
- 24 juillet : Élise Crombez, mannequin
- 6 août : Kevin Van der Perren, patineur artistique
- 19 août : Kevin Rans, athlète
- 23 septembre : Gill Swerts, joueur de football
- 2 novembre : Caroline Maes, joueuse de tennis
- 24 décembre : Nancy Sinatra, animatrice de télévision belge
- 28 décembre : François Gourmet, athlète.

## Décès
- 20 janvier : Marc Demeyer, coureur cycliste
- 15 février : Ivan Thys, joueur de football
- 17 février : Jacques Basyn, homme politique
- 18 mars : Augustin Bila, homme politique
- 25 mars : Luc De Decker, artiste peintre
- 29 mars : Hector Heusghem, coureur cycliste
- 14 mai : Marcel-Henri Jaspar, homme politique
- 8 août : Ferre Grignard, chanteur
- 17 août : Camille Bulcke, missionnaire jésuite
- 9 septembre : Marcel-Hubert Grégoire, homme politique
- 3 octobre : Roger Claessen, joueur de football
- 18 octobre : Maurice Gilliams, écrivain de langue néerlandaise
- 17 décembre : Willy Anthoons, sculpteur

## Statistiques
- Population totale au 1er janvier 1982 : 9 854 589 habitants[1].